# Commelina mathewsii
Commelina mathewsii là một loài thực vật có hoa trong họ Commelinaceae. Loài này được (C.B.Clarke) Faden & D.R.Hunt mô tả khoa học đầu tiên năm 1987.